# Per Anders Rudling
Per Anders Rudling (Karlstad, 11 aprile 1974) è uno storico e scrittore svedese-statunitense, professore associato del Dipartimento di Storia dell'Università di Lund in Svezia, specializzato nelle aree del nazionalismo. Ha conseguito un master in russo presso l'Università di Uppsala (1998), un master in storia presso l'Università statale di San Diego nel 2003, un dottorato di ricerca in storia presso l'Università dell'Alberta a Edmonton, Canada, nel 2009. Ha conseguito un post-dottorato presso l'Università di Greifswald in Germania. Nel 2018 è stato un ricercatore per l'Università nazionale di Singapore.
È l'autore di The Rise and Fall of Belarusian Nationalism, 1906-1931, pubblicato nel 2014 dall'Università di Pittsburgh, dedicato al tema del nazionalismo bielorusso degli anni 2010 dalle sue origini fino agli anni '30.
Rudling è diventato oggetto di attenzione internazionale nell'ottobre 2012, quando un gruppo di organizzazioni ucraine in Canada ha presentato una protesta firmata al suo datore di lavoro, accusandolo di tradire i principi della sua stessa università. La lettera è arrivata in risposta alla critica pubblica di Rudling nei confronti di quella che ha definito una glorificazione di OUN-B e dell'UPA, nonché di Stepan Bandera e Roman Šuchevyč dal collega storico Ruslan Zabily dall'Ucraina nel suo giro di conferenze canadesi e americane. Rudling ha consegnato un comunicato di Lund alle università interessate sottolineando il ruolo dell'OUN-B nell'Olocausto in Ucraina e il coinvolgimento dell'UPA nei massacri dei polacchi in Volinia e nella Galizia orientale.
Rudling ha trattato in alcuni suoi scritti dell'antisemitismo e della violenza politica di Bandera durante la seconda guerra mondiale che hanno portato alla pulizia etnica non solo dei polacchi e degli ebrei, ma anche degli stessi ucraini. In risposta alla denuncia canadese-ucraina su Rudling, una lettera aperta è stata pubblicata a suo sostegno da un gruppo numeroso di ricercatori accademici.

## Pubblicazioni
- (EN) Per Anders Rudling, The Rise and Fall of Belarusian Nationalism, 1906-1931, in Pitt Series in Russian and East European Studies, Pittsburgh, University of Pittsburgh Press, 2014, ISBN 9780822963080, JSTOR j.ctt1287p7r. URL consultato l'8 giugno 2022.
- (EN) Per Anders Rudling, Eugenics and racial anthropology in the Ukrainian radical nationalist tradition, in Science in Context, vol.1: Scientific Medicine and the Politics of Public Health: Minorities in Interwar Eastern Europe, n. 32, Cambridge University Press, 24 maggio 2019,  pp. 67-91, DOI:10.1017/S0269889719000048, ISSN 1474-0664 (WC · ACNP). URL consultato l'8 giugno 2022.
- (EN) Per Anders Rudling, Tarnished Heroes: The Organization of Ukrainian Nationalists in the Memory Politics of Post-Soviet Ukraine, in Andreas Umland (a cura di), Soviet and Post-Soviet Politics and Society, vol. 207, Stoccarda, ibidem-Verlag, 2022, ISBN 9783838209999, ISSN 1614-3515 (WC · ACNP).
- (EN) Per Anders Rudling, varie pubblicazioni, su Academia.edu. URL consultato l'8 giugno 2022.